# Maximilian 1. (Tysk-romerske rige)
Maximilian 1. af Habsburg (født 22. marts 1459, død 12. januar 1519) var kejser af det tysk-romerske rige fra 1508 til 1519.
Maximilian var søn af kejser Frederik 3. og af prinsesse Eleonora af Portugal, og blev faderens efterfølger som herre over de Habsburgske Arvelande i Østrig og blev den 6. februar 1508 kronet til kejser af det tysk-romerske rige.
Han var gift med Marie af Burgund, enearving til de burgundiske lande som Nederlandene etc.
Med hende fik han sønnen Filip den Smukke, der blev konge af Castilien.
Maximilian var en af sin tids mægtigste mænd og er kendt for at føre krig mod Frankrig og at indgå en alliance med kong Ferdinand den Katolske af Spanien. 